# Гордый вызов
«Гордый вызов» (яп. 誇り高き挑戦: хокори такаки тёсэн; англ. The Proud Challenge) — японский чёрно-белый фильм, снятый в жанре криминального боевика режиссёром Киндзи Фукасаку и вышедший на киноэкраны в 1962 году. Практически все стилистические клише более поздних реалистических фильмов о якудза у Фукасаку присутствуют здесь: сопоставление неподвижных изображений, угол наклона, движущаяся камера… Фильм смотрится как оживлённый триллер, критикуя политическую коррупцию, лицемерие и журналистскую трусость в послевоенной Японии. 

## Сюжет
Герой картины, репортёр-коммунист Куроки, изгнан из крупной газеты во время чистки красных в 1950-е годы и теперь ведёт богемный образ жизни. Он подрабатывает в небольшой газетёнке и в поисках сенсационного материала случайно обнаруживает тайную организацию, снабжающую оружием реакционные правительства стран Азии, в том числе и антиреволюционные силы в Южной Корее. Однако, когда ему в руки попадают нити этого грязного дела, накопившееся в нём неприятие властей и Америки вдруг прорывается, и он с головой уходит в расследование. Но всех свидетелей убивают у него на глазах. 
Ему удаётся установить, что этой организацией руководит некий Такаяма. Но материал, собранный журналистом, газета боится публиковать, не желая вступать в  конфликт с американскими властями, с которыми связан Такаяма. Тогда Куроки решает обратиться за поддержкой к прогрессивной печати Японии, потому что бороться с врагом в одиночку нельзя.
В последнем кадре мы видим его в одиночестве стоящим перед освещённым солнцем зданием национального парламента. Неожиданно он снимает тёмные очки и устремляет яростный взгляд на этот символ истэблишмента. Его протест — уже не протест отщепенца, это сопротивление человека, который идёт навстречу судьбе с высоко поднятой головой.

## В ролях
- Кодзи Цурута — Куроки, репортёр-коммунист
- Тэцуро Тамба — Такаяма
- Тацуо Умэмия — Хатано
- Маюми Оодзора — Таэко
- Хитоми Накахара — Хироми
- Эйтаро Одзава — Оцука
- Юко Кусуноки — Марин
- Чико Роленд — Саму
- Сюндзи Касуга — Тё
- Ринъити Ямамото — Пабуро

## Премьеры
- — национальная премьера фильма состоялась 28 марта 1962 года[1].
- — фильм демонстрировался в советском прокате с 14 марта 1966 года[комм. 1][2].
- — в прокате ГДР с 23 июня 1967 года[3].

Несмотря на то что разница между хорошими и плохими парнями излишне подчёркнута, её следует скорее отнести к достоинствам, чем к недостаткам фильма. Корень зла — в американской внешней политике в Азии и оказывающем слишком активную поддержку Америке японском правительстве. Герой разочарован пассивностью японских средств массовой информации; вступив в борьбу со злом один на один и потерпев поражение, он завоёвывает симпатию зрителей. 
Сюжет картины смахивает на дешёвый детектив, но этому можно найти объяснение в засекреченности внешней политики США. Поскольку все мы подвержены страху перед зловещими, неведомыми нам тёмными силами, манипулирующими судьбами людей, такие фильмы дают выход нашей ненависти.

## Награды и номинации
- Премия журнала «Кинэма Дзюмпо» (1963)

- 36-я церемония награждения (за 1962 год)

- Фильм выдвигался на премию «Кинэма Дзюмпо» в номинации за лучший фильм 1962 года, однако по результатам голосования занял лишь 26-е место.

## Комментарии
1. ↑  В советском прокате фильм демонстрировался с 14 марта 1966 года, р/у Госкино СССР № 1318/65 — опубликовано: «Каталог фильмов действующего фонда. Выпуск II: Зарубежные художественные фильмы», Инф.-рекл. бюро упр. кинофикации и кинопроката комитета по кинематографии при Совете министров СССР, М.-1972, стр. 30—31.